# Oligostigmoides cuernavacale
Oligostigmoides cuernavacale là một loài bướm đêm trong họ Crambidae.